# Lucien Cossou
Lucien Cossou, né le 29 janvier 1936 à Marseille, est un footballeur international français.
Capable d'évoluer comme attaquant ou milieu offensif, il est l'auteur de 149 buts en championnat de France, ce qui lui vaut d'apparaitre en 2021 au 20e rang du classement des meilleurs buteurs du championnat.

## Biographie
Issu d'une famille mixte, avec un père béninois et une mère d'origine grecque, Lucien Cossou nait et grandit a Marseille. Attaquant vif, bon joueur de tête, il pouvait être utilisé dans n'importe quelle position d'attaque, bien qu'il réalise ses meilleurs matchs en tant que demi-attaquant ou ailier gauche. 
Il est surnommé à ses débuts le « Ben Barek d'Endoume » d'après le quartier où il est né et le footballeur nord-africain Larbi Ben Barek, dont il partage la couleur de peau.

### Carrière en club
Il commence sa carrière de footballeur à l'Association sportive aixoise, en deuxième division, sous la direction de l'entraîneur Henri Roessler. Il fait ses deux premières apparitions lors de la saison 1953-1954. Malgré les résultats modestes de l'équipe, il est repéré par les clubs de Division 1. Alors qu'il est proche de signer à l'Olympique de Marseille, il rejoint finalement l'Olympique lyonnais, qui a surenchéri sur l'offre marseillaise, en 1956. Après une certaine période d'adaptation aux côtés de joueurs expérimentés tels qu'André Lerond, Ernest Schultz, Abdelhamid Kermali ou Robert Mouynet, il affirme ses talents de finisseur au niveau national lors de la saison 1958-1959, au cours de laquelle il inscrit seize buts. Au cours de cette saison, il fait aussi ses débuts en Coupe d'Europe, lorsque son club rencontre l'Inter Milan en Coupe de la ville de foires (après une lourde défaite en Italie, il marque le seul but lyonnais lors du match nul au retour à Lyon).
Entre-temps, il est champion du monde militaire en 1957 avec l'équipe de France, en Argentine. Après avoir battu le Brésil (4-0) en demi-finale, l'équipe dispose des Argentins en finale (5-0). C'est le 3e titre international pour les Bleus, après leurs victoires en 1948 et 1949.
En 1959, il signe à l'AS Monaco, avec laquelle il remporte ses premiers titres : avec une victoire finale 4-2 après prolongation contre l'AS Saint-Étienne, les hommes de l'entraîneur Lucien Leduc remportent la Coupe de France en 1960. La saison suivante, Cossou marque 18 buts, ce qui lui permet de figurer pour la première fois parmi les dix meilleurs buteurs du championnat. Surtout ses buts contribuent largement au premier titre de champion de l'histoire du club.
Meilleur buteur du club champion de France, il connait alors logiquement ses premières sélections en équipe de France. Il honore au total six capes et marque quatre buts, la première le 11 décembre 1960 contre l'équipe de Bulgarie, la dernière le 25 avril 1964 contre la Hongrie.
Lors de la saison 1962-1963, Cossou et l'AS Monaco remportent de nouveau le championnat. Il forme avec Michel Hidalgo, Théo et Yvon Douis une redoutable ligne d'attaque, et marque à lui seul 28 buts en championnat, le meilleur total après Serge Masnaghetti. En Coupe de France, son équipe atteint à nouveau la finale, contre l'Olympique lyonnais : le premier match se termine sur un score nul et vierge, après 120 minutes de jeu. Une nouvelle finale est organisée, au cours de laquelle Cossou ouvre le score à l'heure de jeu (score final 2-0),. C'est le sixième doublé coupe-championnat de l'histoire du football français, le premier pour Monaco.
L'année suivante, l'AS Monaco termine 2e, Cossou marque encore 21 buts. En Coupe d'Europe, l'attaquant inscrit quatre buts lors du premier tour face à l'AEK Athènes FC (score final 7-2). Au deuxième tour cependant, les Monégasques, qui doivent jouer le match retour au Stade Vélodrome de Marseille faute d'une capacité suffisante à Monaco, s'inclinent face à l'Inter Milan.
Après une dernière saison moins prolifique, Lucien Cossou est transféré en 1965 au Sporting Toulon, qui vient d'être relégué en deuxième division, mais l'équipe manque l'objectif d'un retour en Division 1. Il signe en 1966 son retour à l'AS aixoise, avec lequel il retrouve la Division 1 en fin de saison, après une victoire en barrages. Malgré ses 17 buts en 1967-1968, son équipe finit 20e et dernière et retombe en Division 2. On ne sait pas s'il joue encore à Aix la saison suivante ou s'il arrête là sa carrière professionnelle.

### En équipe nationale
Durant son service militaire, Lucien Cossou fait partie de l'équipe nationale militaire, avec laquelle il est champion du monde en Argentine en juillet 1957, aux côtés de ses futurs collègues attaquants de Monaco, Douis et Théo.
Entre décembre 1960 et avril 1964, il joue six matches avec la France, au cours desquels il marque quatre buts, dont le premier lors de ses débuts lors des éliminatoires de la Coupe du monde contre la Bulgarie. Malgré ce premier but, il attend plus de deux ans une nouvelle sélection en 1963, pour une rencontre qualificative de la Coupe d'Europe des nations contre l'Angleterre. Il marque cette fois un doublé, et offre une passe décisive, pour une retentissante victoire des Bleus (5-2). Il dispute peu après deux matchs amicaux contre les Pays-Bas et le Brésil. Il connait une 5e sélection contre la Bulgarie en 8e de finale de la Coupe d'Europe, puis une 6e en quart de finale face à la Hongrie. Il marque le seul but de la France, battue 3-1. Le sélectionneur national Henri Guérin, son ancien coéquipier lors de ses débuts à Aix, ne fera ensuite plus appel à ses services.

### Entraineur
De 1969 à 1972, il joue pour Étoile sportive La Ciotat, en Division 3 puis en Division 2, en acceptant sur la fin la charge d'entraineur-joueur. Il fait ensuite une pige d'un an comme entraineur-joueur à l'AS Gardanne en 1972-1973, en Promotion d'honneur, un niveau régional.
En 1973, il est engagé par l'Olympique de Marseille comme entraineur de jeunes, au sein du centre de formation. Il voit notamment de près l'émergence de la génération de jeunes qui remportent la première Coupe Gambardella du club en 1979. Il est l'entraineur de l'équipe réserve de 1977 à 1981, année où il fait partie des nombreux salariés que le club doit licencier du fait de graves difficultés économiques. 
Il est dans les années 1980 entraineur de l'ASPTT Marseille et l'AS Gardanne, notamment, à un niveau régional.

## Palmarès
- Champion de France en 1961 et 1963 avec l'AS Monaco
  - Vice-champion en 1964 avec l'AS Monaco
- Vainqueur de la Coupe de France en 1960 et 1963 avec l'AS Monaco
- Champion du monde militaire : 1957 avec la France

## Statistiques
| Saison    | Club               | Championnat | M.  | B.  |
| --------- | ------------------ | ----------- | --- | --- |
| 1953-1954 | AS aixoise         | D2          | 2   | 1   |
| 1954-1955 | AS aixoise         | D2          | 26  | 8   |
| 1955-1956 | AS aixoise         | D2          | 34  | 17  |
| 1956-1957 | Olympique lyonnais | D1          | 27  | 9   |
| 1957-1958 | Olympique lyonnais | D1          | 29  | 10  |
| 1958-1959 | Olympique lyonnais | D1          | 35  | 16  |
| 1959-1960 | AS Monaco          | D1          | 23  | 11  |
| 1960-1961 | AS Monaco          | D1          | 24  | 18  |
| 1961-1962 | AS Monaco          | D1          | 21  | 9   |
| 1962-1963 | AS Monaco          | D1          | 33  | 28  |
| 1963-1964 | AS Monaco          | D1          | 31  | 21  |
| 1964-1965 | AS Monaco          | D1          | 29  | 10  |
| 1965-1966 | SC Toulon          | D2          | 24  | 10  |
| 1966-1967 | AS aixoise         | D2          | 33  | 10  |
| 1967-1968 | AS aixoise         | D1          | 33  | 17  |
| 1969-1970 | ES La Ciotat       | CFA         | 23  | 16  |
| 1970-1971 | ES La Ciotat       | D2          | 28  | 6   |
| 1971-1972 | ES La Ciotat       | D2          | 16  | 3   |
| Total     | Total              | Total       | 471 | 220 |

- 6 matches internationaux (4 buts) pour la France
- 285 matchs et 149 buts en Division 1, dont 91/35 pour Lyon, 161/97 pour Monaco, 33/17 pour Aix[16]
- 5 matchs et 5 buts en Coupe d'Europe, dont 2/1 pour Lyon, 3/4 pour Monaco